# Hennadij Čečuro
Hennadij Semënovyč Čečuro (in ucraino Геннадій Семенович Чечуро?; Voronež, 31 agosto 1939 – Kiev, 23 giugno 2000) è stato un cestista sovietico.

## Carriera
Con l'Unione Sovietica ha disputato i Campionati europei del 1967.